# 止心流
止心流（ししんりゅう）とは、近江国の真杉三郎兵衛が創始した武術の流派である。

## 歴史
流祖は、江州の真杉三郎兵衛尉三設である。三代目の臼井岩入（臼井修理大夫忠重）が尾張藩や美濃国達目洞で止心流を教授したことにより濃尾地方に広まった。
また、近衛家の御茶道であった門川閑民子元知智が浪人して秋田や庄内に伝えたことにより東北に広まった。
信州でも伝承されており、信州の止心流棒術では流祖を臼井修理大夫忠重としている。
門川閑民子の弟子の小泉利心斎が開いた至心流と混同されることが多いが違う流派である。

## 至心流との関係
止心流の門川関民子元知と至心流の関民子は同一人で、門川が竹内流も学び弟子の小泉利心斎が二流を合流して至心流捕手を編み出したとする説がある。至心流捕手の系譜では、竹内藤一郎、竹内内記、関民子、小泉利心斎となっている。　
1600年代の止心流三代目の臼井修理大夫忠重の伝書に書かれている初段技には腕流、違詰、小袖取、朽木倒、卯砕、小手乱とあり、至心流捕手や真極流柔術と共通の技が存在している。
止心流 立合初段
腕流、違詰、小袖取、朽木倒、卯砕、小手乱
至心流 立合外
腕流、違詰、小手乱、行違、後詰
真極流 前学化生段
腕流、違詰、朽木倒、梢倒、小手乱、面影

## 系譜
以下に示した系譜は、主に尾張藩、秋田藩等における止心流の系譜の一例である。
三代目の臼井修理大夫忠重が多くの弟子を育てたことに多数の系統が存在した。
門川閑民子元智は近衛家の元御茶道であり浪人して東北に止心流を伝えた。
- 流祖:真杉三郎兵衛尉三設（近江国）
  - 山崎瀬兵衛政光（播磨国姫路）
    - 臼井修理大夫忠重（美濃国達目）
      - 松原五郎右衛門
      - 豊田弥右衛門
        - 松井伊兵衛

      - 海野彦右衛門忠通
        - 海野彦右衛門忠茂
          - 海野源四郎忠茂
            - 海野繁九郎忠直

          - 水野治兵衛致真
            - 水野治兵衛致榮
              - 水野治右衛門致明

            - 市橋新内寛利
              - 市橋新内寛転
                - 市橋甚太郎寛隆
                  - 市橋彦太郎寛治

      - 奥平市右衛門定邦
        - 奥平市右衛門定治
          - 奥平武左衛門定格
            - 奥平和兵衛成定
              - 奥平一左衛門

        - 奥平林太夫定賢
          - 奥平林太夫定敬
            - 奥平善蔵定清
              - 奥平雲八定尚

        - 高濱嘉兵衛久正
          - 高濱加兵衛正長

  - 門川閑民子元智（近衛家の御茶道）
    - 小泉利心斎（庄内藩　至心流）
    - 根田十郎兵衛俊與（秋田藩　根田流）
      - 根田治部之助俊門
        - 根田忠四郎俊茂
        - 川崎嘉右衛門忠截

      - 戸島正左衛門光央

## 内容
表28、止心入挌36の計64手からなる。
他に様々な口伝や心得、棒術などが伝わっていた。
立合初段　6
腕流、違詰、小袖取、朽木倒、卯砕、小手乱
居合腰廻　6
膝落、刃傷結、虎早速、劍車、中縮、乱勝
具眼之位　6
真無刀、左乱、二刀搦、直身、色鐺、露之間
必勝之位　10
一足手詰、浦風、鐺遍、高手搦、折廻、廻斬、雲上、四方詰、八方詰、影燈
止心入挌　36
柴遍、違落、富士之腰折、袖陰、梶落、弛船
碇引、瀉保波、夢戻、浪枕、諸手砕、山陰
両手詰、陰陽詰、天狗之見返、杳遍、唐糸戻、峯戻
大乱、枝技投、柄搦、紅葉重、逆刀、腹上剣
玉咄、大小捌、二刀詰、巖石落、谷廻、離剣
羽伏折、後帯剣、延羽戻、燕返、袖之露、輪抜